# Richard Greiner
Richard Greiner (* 14. Februar 1972) ist ein deutscher Lehrer und Kommunalpolitiker (CSU) sowie seit 2014 Erster Bürgermeister der Stadt Neusäß.

## Leben
Nach der Schulzeit studierte Greiner auf Lehramt in der Fächerkombination Deutsch und Geschichte. Anschließend unterrichtete in diesen Fächern bis zu seiner Wahl als Erster Bürgermeister unter anderem in Augsburg am Holbein-Gymnasium und am Maria-Theresia-Gymnasium.
Greiner ist seit 2002 Mitglied im Stadtrat der Stadt Neusäß. 2008 wurde er zum Zweiten Bürgermeister der Stadt ernannt. 2013 rückte er als 1. Bürgermeister kommissarisch auf, nachdem der bisherige Bürgermeister Hansjörg Durz in den Bundestag gewählt worden war. In der Kommunalwahl 2014 wurde er mit 60,75 % der Stimmen zum Bürgermeister gewählt und 2020 mit 64,4 % der Stimmen im Amt bestätigt.